# Paris Johnson
Paris Fiatamalii Johnson (ur. 16 czerwca 1989 w Kahuku, na Hawajach) – amerykańska koszykarka grająca na pozycji środkowej.
Od sezonu 2011 zawodniczka polskiego klubu Ford Germaz Ekstraklasy – AZS PWSZ Gorzów Wielkopolski.

## Kluby
- 2006–2010 –  San Diego Aztecs
- od 2011 –  AZS PWSZ Gorzów Wielkopolski